# Amy Gough
Amy Gough, née le 24 août 1977 à Williams Lake, est une skeletoneuse canadienne. Au cours de sa carrière, elle a pris part aux Championnats du monde 2009 avec une dixième place. En Coupe du monde, elle est montée sur un podium en novembre 2009 à Utah. Lors des saisons 2008 et 2009, elle n'a pas pris part à la Coupe du monde. Elle a terminé septième aux Jeux Olympiques de Vancouver en 2010.

## Palmarès
| Compétitions / Année    | Compétitions / Année    | 2007 | 2008 | 2009 | 2010 | 2011 | 2012 | 2013 |
| ----------------------- | ----------------------- | ---- | ---- | ---- | ---- | ---- | ---- | ---- |
| Jeux olympiques d'hiver | Jeux olympiques d'hiver | -    | -    | -    | 7e   | -    | -    | -    |
| Championnats du monde   | Ind.                    | -    | -    | 10e  |      |      |      |      |
| Championnats du monde   | Mixte                   | 4e   | -    | -    | -    |      |      |      |
| Coupe du monde          | Coupe du monde          | 7e   | -    | -    | 13e  |      |      |      |

### Coupe du monde
- 4 podiums individuels : 1 deuxième place et 3 troisièmes places.